# George Dole
George Stuart Dole (nacido el 30 de enero de 1885 en Ypsilanti, Míchigan — 6 de septiembre de 1928 en Winthrop, Maine) fue un luchador profesional estadounidense. Fue campeón olímpico en 1908 en estilo libre de peso pluma.

## Carrera
George S. Dole estaba en Míchigan y creció en Maine sucesivamente. Se inició en la escuela secundaria, junto con sus hermanos gemelos Louis con los anillos en el estilo libre. En 1902, los dos hermanos se matricularon en la Universidad de Yale , y pronto estuvieron entre los mejores luchadores de esta Universidad. A partir de 1903, fueron peleas comparadas constantemente entre la Universidad de Yale y el Columbia University. George lo ganó en 1908 en todas sus batallas. 
En 1905 ganó el título en el peso gallo en la inauguración del Campeonato del Este (Campeonato situado en la costa este de los estados de los EE. UU.). En 1907, George en Newark , Nueva Jersey, también defiende la AAU peso gallo. Él derrotó al campeón olímpico de 1904, mientras que George Mehnert . Fue la única derrota Mehnert en 7 años. 
1908 Mehnert y George fueron nominados para los Juegos Olímpicos. Dado que ambos eran de distintas categorías, George Dole voluntariamente subió una categoría de peso superior en el peso pluma. Él se encontraba en Londres en esta categoría de peso con cuatro victorias medallista de oro olímpico . 
Después de su graduación, George S. Dole fue hasta 1917 como entrenador de lucha libre de la Yale University. trabajado. Luego fue a la Marina y fue después de su paso por la Marina como un profesor de economía que trabaja en Saint Lawrence. George S. Dole murió en 1928 de un ataque al corazón. Por sus servicios al deporte, fue la lucha libre en 1997 en el Salón Nacional de la Fama de Lucha Libre añadido.

## Éxito internacional
Medalla de oro, Juegos Olímpicos en Londres 1908, estilo libre, en peso pluma (hasta 60,3 kg de peso corporal), con triunfos sobre Percy Cockings, J. Webster, William McKie y James Slim, todo del Reino Unido.